# Кесунское княжество
Кесунское княжество или Княжество Васила Гоха (тж. Ефратес) — независимое армянское княжество, существовавшее с конца XI века до 1117 года. Одно из наиболее значительных армянских княжеств Ближнего Востока, и самое крупное из армянских княжеств Приевфратья

## Предыстория
Во второй половине XI века вся территория Армении, кроме Сюника (Зангезур) и Ташир-Дзорагетского царства, подверглась нашествию турок-сельджуков.. Вслед за вторжением началась экспансия Византийской империи в Закавказье, которая завершилось аннексией ею ряда независимых армянских государств региона. Утрата национальной государственности после завоевания Византией, а также нашествие сельджуков привели к массовому переселению армян в Киликию и другие регионы. С этого периода на Армянском нагорье и в Закавказье начался многовековой процесс оттеснения армянского населения пришлым курдским и тюркским.
В XI веке, армянские земли, от Эдессы до Самосаты и Мелитены, завоеванные Византией были населены армянами.
После поражения при Манцикерте в обстановке широчайшей сельджукской экспансии Византия постепенно утрачивает свои позиции, в результате чего образуется ряд независимых армянских княжеств. Одним из которых было Царство Филарета Варажнуни протянувшееся от Месопотамии вдоль Евфрата до границ Армении, охватывающее Киликию, Тавр и часть Сирии с Антиохией. Просуществовало царство сравнительно недолго с 1071 по 1086 год. Однако в условиях сельджукского нашествия в Закавказье оно стало центром для армянских эмигрантов, рассеянных по всему Ближнему Востоку. Царство имело огромное значение для консолидации армян в позднейших государственных образованиях, возникших на развалинах государства Варажнуни. После 1086 года, когда Варажнуни утратил последние города, где ещё находились его гарнизоны, на территории Киликии и Приевфратья образовался ряд независимых армянских княжеств. К 1097 году здесь уже существовали княжества Рубенидов и Ошинидов Киликии, Пир, Каркар, и княжество Васила Гоха — Ефратес.

## История княжества
Из армянских княжеств Ближнего Востока княжество Васила Гоха являлось одним из самых значительных. С разгромом сельджуками армянских княжеств в Каппадокии, княжество Ефратес стало центром притяжения армян, бежавших от нашествия тюрков. Говоря о армянском князе, средневековый хронист отмечает: 
собралось все оставшееся войско армянское, и весь род Багратидов и Пахлавуни, и сыновья царей армянских... и вместе с ними полк азатов войска армянского находился при нем и с великой славой, и у него находился престол католикоса, так как он властвовал над большим количеством гаваров
Гоху удалось объединить многие армянские земли и создать независимое армянское княжество. Вначале овладел одной частью области Кимакона, а затем постепенно расширил свои владения. Его резиденция была в укрепленной крепости Кесун, находящейся на юго-востоке от Рабана. В его состав входили территории правобережья Евфрата с городами, Рабан и Бехесни и крепостью Ромкла. В 1098—1099 годах княжество Ефратес оказалось в сложном положении, оно было окружено с запада и юга владениями Антиохийского княжества и графства Эдесского, ведущего агрессивную политику по отношению к владениям Васла Гоха. Более мелкие армянские княжества Приевфратья, например, Каркар, признали сюзеренитет графа Эдессы. В 1100 году он нанёс поражение численно превосходящим сельджукам и прогнал их из городов Рабана и Антапа. Имея большое войско Василий Гох в течение 10 лет с успехом отражал набеги сельджуков. Под охраной войска князя, чувствовали себя в безопасности все верующие во Христа, и у него собирались все войны, епископы и вардапеты. В связи с возросшей ролью армянского княжества, в 1101 году, католикос армянской церкви Григорий II Вкаясер (Пахлавуни) перенес свой престол в пределы княжества
До 1104 года, в период экспансии графства Эдесского в направлении Мараша и Приевфратья, Васил Гох стремился обеспечить себе поддержку Антиохийского княжества. В связи с чем в 1103 году, им был выкуплен, из плена Данышмендов Севастии, князь Антиохии Боэмунд I. Средневековый хронист Матеос Урхаеци сообщал по этому поводу, что Боэмунд приехал в Антиохию после того, как стал через освящение клятв торжественных приемным сыном Басила Гоха. Этим усыновлением армянский князь рассчитывал обеспечить дружественный нейтралитет и поддержку Антиохии в случае ухудшения отношений с Эдессой. Однако после 1104 года положение резко изменилось. Произошло объединение Антиохии и Эдессы под властью Танкреда Антиохийского, являвшегося врагом армянского князя. После объединения Танкред возобновил военные действия против Византии.
В период между 1104 — 1108 годами, налаживаются союзнические связи Ефратеса с Византией. Васил Гох, лавируя между Антиохией и Эдессой, пытался заручиться поддержкой империи, стремившейся восстановить своё влияние на утраченных территориях Сирии и Месопотамии. В 1108 году Гох оказал военную поддержку графу Эдесскому Балдуину и его кузену Жослену в их борьбе с Танкредом В 1112 году крестоносцы Танкреда выступили против армянского княжества, осадили, а затем захватили город Рабан, после чего двинулись в наступление на Кесун. Васил Гох со своим войском выступив против крестоносцев, разбил их возле Сев-лера и освободил ряд армянских городов. После смерти Гоха, на престол его княжества взошёл наследник Васил Тга (Василий Отрок), который в 1117 году был пленён бывшим союзником его отца Балдуином Буржским. Находясь в плену, Васил Тга, под пытками был вынужден согласиться на передачу княжества при условии свободного ухода армянского населения в Киликию.

## Религиозная жизнь
На протяжении полувека в пределах княжества находился престол католикоса всех армян. За это время, трое католикосов, поочередно сменяя друг друга, руководили жизнью армянской церкви. Престол главы армянской церкви, в связи с возросшей ролью княжества, был перенесен сюда в 1101 году католикосом Григорием II Вкаясером (Пахлавуни). В 1105 году, после смерти Григория II, новым духовным лидером и главой армянской церкви был избран Барсег I. Спустя семь лет, в 1113 году, в Кармир Ванке (Красный Монастырь), находящийся при смерти Барсег I представил собравшимся 20-летнего епископа Григора как своего преемника. Собор, созванный после смерти католикоса, избрал Григора III новым католикосом армян. В середине XII века кафедра главы армянской церкви вновь была перенесена. В 1147 году вдова графа Жослена Беатрис, армянка по происхождению, пригласила армянского католикоса Григория III поселится в крепости Ромкла